# Brauner Sägebarsch
Der Braune Sägebarsch (Serranus hepatus) ist eine Meeresfischart, die im Mittelmeer, dem Schwarzen Meer und im östlichen Atlantik von Portugal bis zum Senegal und bei den Kanarischen Inseln vorkommt.

## Merkmale
Der Braune Sägebarsch erreicht für gewöhnlich eine Länge von 15 cm, die Maximallänge liegt bei 25 cm. Der Körper ist seitlich abgeflacht und langgestreckt, die Standardlänge liegt beim 2,8 bis 3-fachen der Körperhöhe.
Braune Sägebarsche haben eine bräunlich-gelbe oder silbrige Grundfärbung. Auf den Körperseiten befinden sich vier oder fünf auffällige dunkle senkrechte Bänder, von denen der unter dem weichstrahligen Rückenflossenabschnitt am breitesten und dunkelsten ist. Er teilt sich an der Basis des weichstrahligen Rückenflossenabschnitts und umgibt einen schwarzen Augenfleck. Unten erstreckt er sich bis auf den vorderen Afterflossenabschnitt. Das Band im Nacken ist oft nur wenig ausgeprägt. Auf dem Schwanzstiel befindet sich oft ein kleiner schwarzer Fleck. Auf den Wangen liegen drei oder vier goldene, kupferfarbene oder bräunliche Diagonalstreifen, von denen der unterste von der Schnauzenspitze durch den unteren Augenrand bis auf den unteren Kiemendeckel verläuft. Der weichstrahlige Rückenflossenabschnitt und die Schwanzflosse sind hell orange und mit kleinen weißen Punkten gemustert. Die Afterflosse ist an der Basis schwarz, an der Spitze grau oder transparent. Die Brustflossen sind transparent. Die Bauchflossen sind schwarz; ihre Basis und die Vorderkante sind manchmal weiß.
Auf dem Kiemendeckel befinden sich drei Stacheln; der oberste ist am kleinsten und oft nur schwer wahrzunehmen, der mittlere ist lang und flach und der unterste ist kleiner, aber deutlich zu sehen. Der Rand des Präoperculums ist gesägt. Die Stacheln sind flach und der am Winkel ist der größte. Auf der Prämaxillare sind die Zähne in einem schmalen Band angeordnet. Die äußeren stehen weiter auseinander und sind größer; darunter sind auch ein oder mehrere große Fangzähne. Im Unterkiefer gibt es ein inneres Zahnband mit kleinen Zähnen und ein äußeres Zahnband mit etwas größeren, weiter auseinander stehenden Zähnen sowie hinten einige größere Zähne, die unregelmäßig angeordnet sind. Auch Vomer und Palatinum sind mit schmalen Bändern feiner Zähne besetzt. Die Schwanzflosse ist leicht eingebuchtet. Ihre Spitzen sind von gleicher Form.
Morphometrie:
- Flossenformel: Dorsale X/11–13, Anale III/6–7, Pectorale 13–15.
- Schuppenformel: SL 44–52/23–26.
- Kiemenrechenstrahlen 6–7+14–15.

## Lebensweise
Der Braune Sägebarsch lebt in Tiefen von 3 bis 100 Metern über Seegraswiesen, Schlamm- und Sandböden und in felsigen Regionen. Er ernährt sich carnivor, vor allem von kleinen Zehnfußkrebsen, und ist ein Simultanzwitter, das heißt, der Fisch verfügt sowohl über weibliche als auch über männliche Gonaden und kann bei einer Paarung sowohl die Rolle des Männchens als auch die des Weibchens übernehmen.